# Вацлав Тілле
Вацлав Тілле (16 лютого 1867, Табор — 26 червня 1967, Прага) — чеський письменник. Він також використовував псевдонім Václav Říha.

## Життєпис
Народився в сім'ї Антоніна Тілле, професора реальної гімназії в Таборі, та його дружини Марії, уродженої Айзенштейнової. Бабуся по батьківській лінії походила з родини Надерних з Борутина.
Вацлав Тільє закінчив гімназію, потім філософський факультет Карлового університету в Празі (славістика та германістика), а згодом в Інсбруку, і закінчив навчання докторантурою. Згодом працював у Празькому університеті та оломоуцькій навчальній бібліотеці. На той час він також працював ревізором колекцій бібліотеки Національного музею. Потім було перебування в Паризькому університеті. У 1903 році він отримав габілітацію, а в 1921–1937 роках був професором порівняльної історії в Карловому університеті. Він став членом Ротарі Інтернешнл Клубу, Європейського літературного клубу, Чехословацького інтелектуального союзу, а в 1925 р. став співзасновником ПЕН-клубу. У 1925 році він став членом Міжнародної академічної спілки.

## Літературна діяльність
Він опублікував низку статей театральної та літературної критики у «Народних листах» 1910—1915), «Venkov», «Prager Press» та інших газетах і журналах. Він створив багато порівняльних досліджень у галузі сценічного та мімічного мистецтва, критично проаналізував новели та казкові твори, а також займався іншими галузями чеської та зарубіжної літератури та бібліотечної справи. Пишучи казки, він використовував псевдонім В. Říha, часто підписував професійні статті з різними скороченнями та символами.